# 잘츠기터

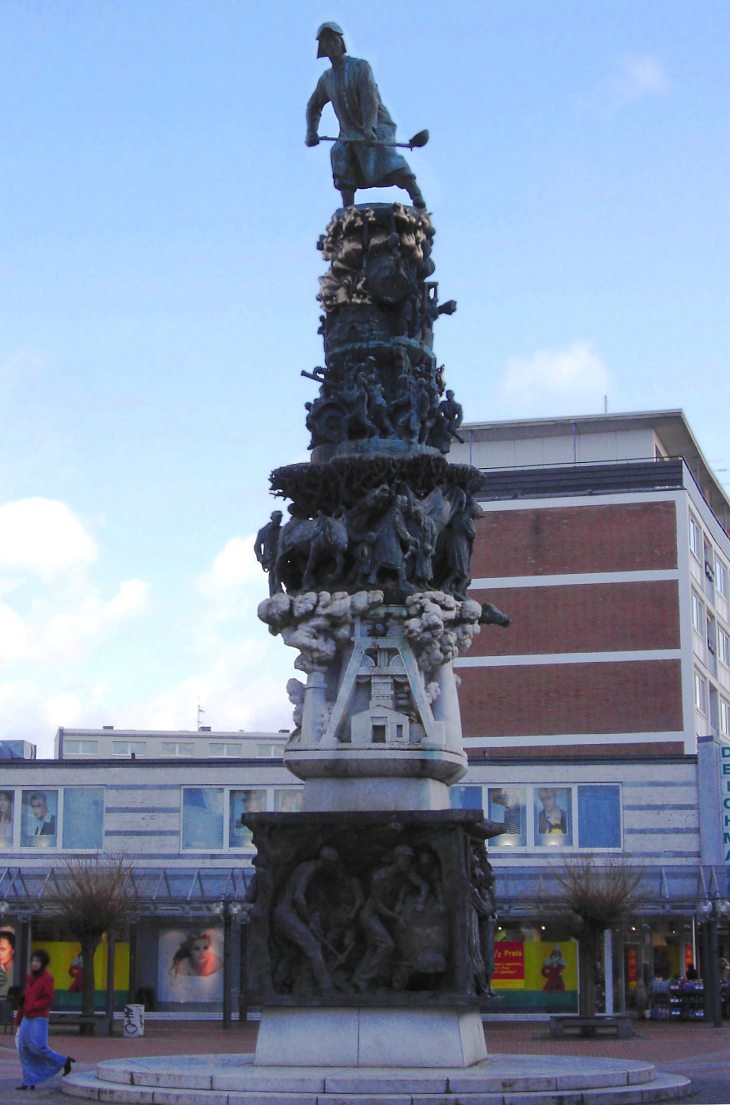

잘츠기터(Salzgitter)는 독일 북부 니더작센주에 있는 도시이다. 인구 103,446(2009). 독일에서는 볼프스부르크, 아이젠휘텐슈타트, 레버쿠젠과 함께 20세기에 생겨난 몇 안 되는 신흥도시이다.
니더작센 주 동남부의 하르츠 산맥 기슭에 있다. 하르츠 산맥의 철광석을 배경으로 이 곳에 여러 도시가 있었는데, 1937년 헤르만 괴링이 주도한 제련회사가 설립되었고, 1942년 여러 도시가 합병되어 한 시가 되었다. 전쟁 후 헤르만 괴링 회사는 해체되고, 현재는 잘츠기터 AG 철강회사가 사업을 하고 있다. 시 서남부의 바트(Bad) 구역은 온천이 있으며, 원래 잘츠기터바트(Salzgitter-Bad)라는 곳이었는데 잘츠는 소금, 바트는 온천이라는 뜻으로 이 곳의 온천은 염분을 많이 함유한 것으로 예로부터 알려져 있어 지명의 유래가 되었다. 미텔란트 운하 지선이 통하여 석탄·철광석 수송에 이용되며, 그 외에 철도와 도로가 사방으로 나 있다.